# Teinobasis chionopleura
Teinobasis chionopleura är en trollsländeart som beskrevs av Maurits Anne Lieftinck 1987. Teinobasis chionopleura ingår i släktet Teinobasis och familjen dammflicksländor. Inga underarter finns listade i Catalogue of Life.